# 크라쿠프 동물원
크라쿠프 동물원(폴란드어: Ogród Zoologiczny w Krakowie)은 폴란드 마워폴스카주 크라쿠프에 있는 동물원이다. 1929년에 설립되었다. 크라쿠프 동물원에는 약 260종, 1500마리 이상의 동물이 서식하고 있다. 크라쿠프 동물원은 유럽 동물원 및 수족관 협회와 세계 동물원 및 수족관 협회의 회원이다.